# Mario Paint
Mario Paint ist eine von Nintendo erstellte Grafiksoftware zum digitalen Malen für das Super Nintendo Entertainment System.

## Das Spielprinzip
Hauptanwendung ist ein einfaches Malprogramm, in welchem der Spieler mit der Super NES Mouse auf einer 248 × 168 Pixel großen Leinwand malen kann. Dabei stehen Stifte in drei verschiedenen Stärken in jeweils 15 Farben, eine Sprühdose und dutzende Stempel zur Verfügung.
Des Weiteren kann man über das Malprogramm auch Musik komponieren, jedoch ohne Notenwerte oder Vorzeichen setzen zu können.

## Super Mario Maker
Das Spiel Super Mario Maker für die Wii U sollte ursprünglich ein Nachfolger zu Mario Paint werden. Takashi Tezuka von Nintendo erzählte, dass dies die Idee war, welche später verworfen wurde, um stattdessen einen Level-Editor zu entwickeln. Mehrere Verweise auf Mario Paint sind dennoch im Spiel erhalten geblieben.